# راؤول أنطونيا
راؤول أدولفو أنطونيا (بالإسبانية: Raúl Adolfo Antuña) (مواليد 31 أغسطس 1973)، وهو لاعب كرة قدم أرجنتيني سابق لعب لعدة أندية أرجنتينية، تشيلية، إيكوادورية وإسبانية.

## وصلات خارجية
- Profile at BDFA (بالإسبانية)
- راؤول أنطونيا على موقع قاعدة بيانات كرة القدم.إي يو (الإنجليزية)
- Profile at Fútbol XXI (بالإسبانية) [وصلة مكسورة]